# Helina floscula
Helina floscula este o specie de muște din genul Helina, familia Muscidae, descrisă de Feng și Xue în anul 2003. Conform Catalogue of Life specia Helina floscula nu are subspecii cunoscute.